# École de Wissant
Pour les articles homonymes, voir André de Wissant, Pierre de Wissant et Wissant.
L'École de Wissant est un foyer français de création artistique regroupant des peintres et des sculpteurs, situé dans le village de Wissant (Pas-de-Calais), de 1889 au début de la Seconde Guerre mondiale.
Cette « école »  était  une colonie d'artistes lancée par le couple de peintres Virginie Demont-Breton et  Adrien Demont. Elle appartient à un mouvement plus large, appelé « école des peintres de la Côte d'Opale », qui regroupait d'autres colonies d'artistes, notamment la colonie artistique d'Étaples.

## Histoire

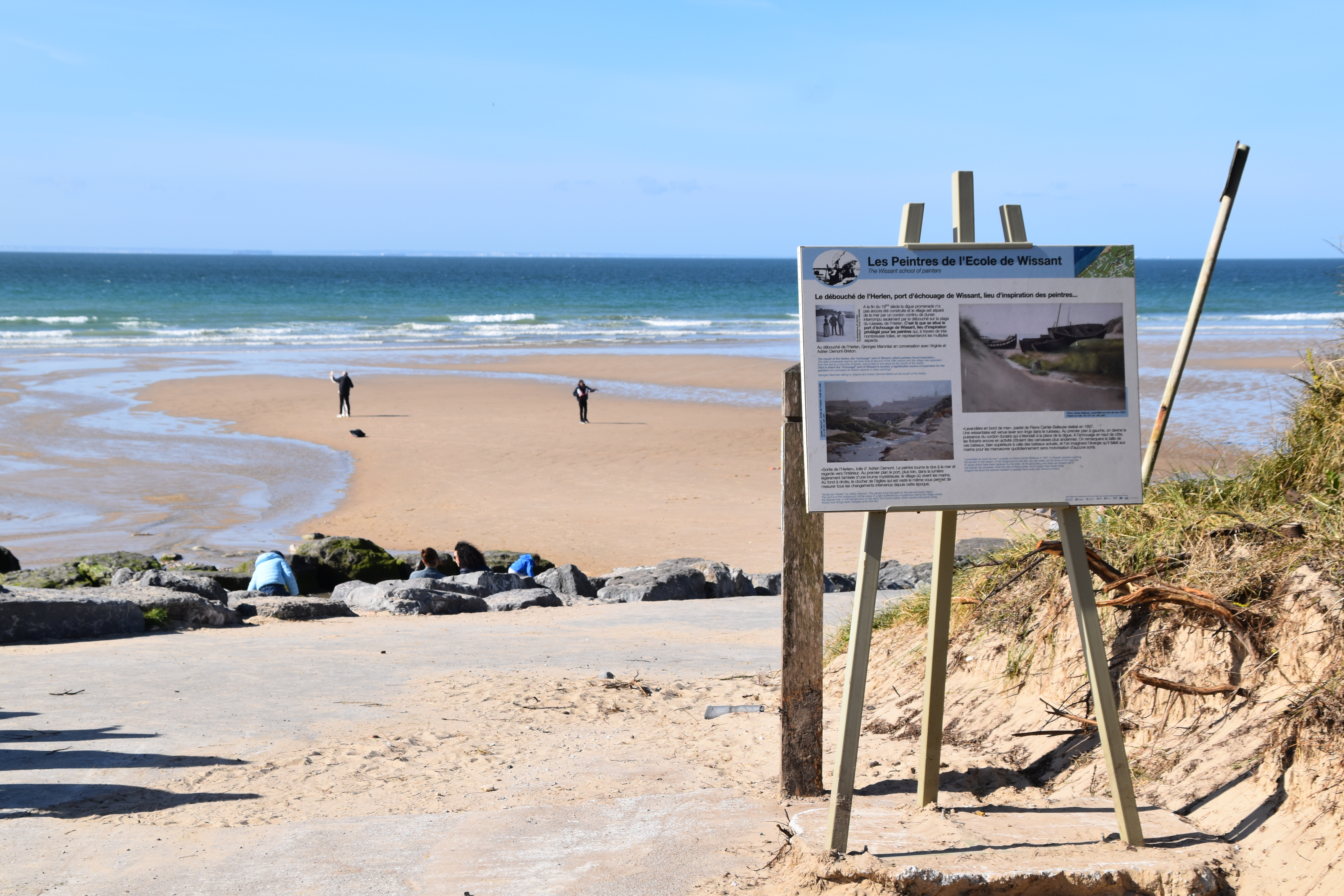
Plage de Wissant avec un des chevalets présentant les peintres de l'École de Wissant

Cette école est née de l'installation du couple d'artistes-peintres Adrien Demont et Virginie Demont-Breton à Wissant, dans la villa Le Typhonium. Bon nombre de jeunes artistes (Henri Duhem, Valentine Pèpe, Marie Sergeant et d'autres) viennent y recevoir conseils et enseignement. Peu à peu d'autres artistes de renom s'installent à Wissant, comme Pierre Carrier-Belleuse et Édouard Houssin, ou y passent régulièrement, tels Georges Maroniez ou Fernand Quignon, contribuant à la renommée grandissante de l'école de Wissant .
Cette école aura une incidence énorme sur la vie de cette localité côtière. Wissant est alors entré dans une mutation profonde avec les débuts du tourisme balnéaire tandis que la pêche, qui a fait vivre le village durant des siècles, décline. S'appuyant sur la notoriété des Demont-Breton, les promoteurs immobiliers prennent possession du bas-village tout en apportant une manne financière à la municipalité, qui peut ainsi enfin endiguer la misère. Trois villages se superposent ainsi sans vraiment se mélanger : le village traditionnel, le village balnéaire et le village des artistes. Ce dernier, par le biais d'une société philanthropique (« L'Épave »), apportera néanmoins de nombreux secours à la communauté maritime wissantaise.

## Artistes de l'École de Wissant

### Peintres
- Adrien Demont (1851-1928)

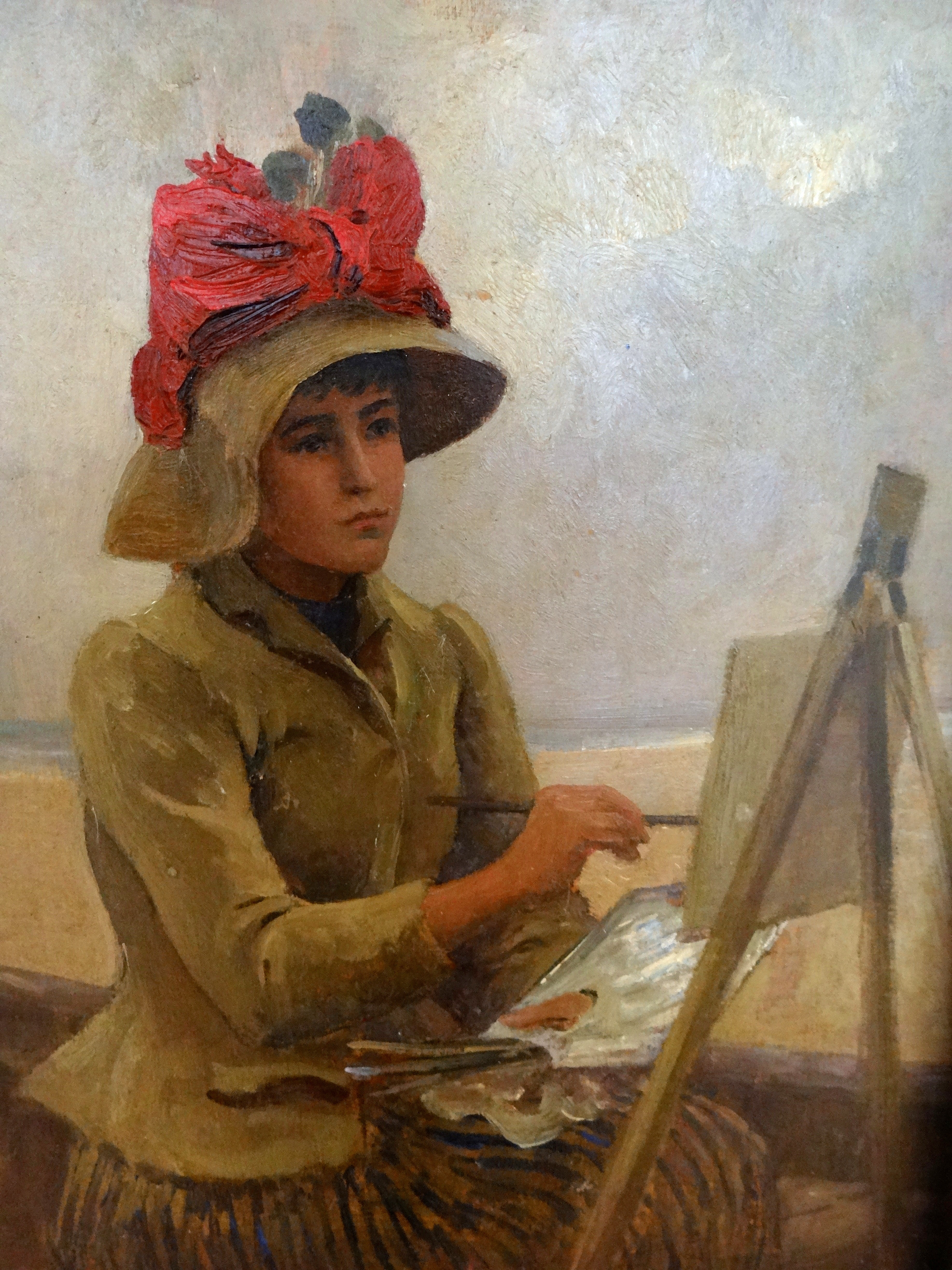
Portrait de Marie Duhem-Sergeant par Virginie Demont-Breton

- Virginie Demont-Breton (1859-1935)
- Georges Maroniez (1865-1933)
- Henri Duhem (1860-1941)
- Marie Duhem-Sergeant (1871-1918)
- Valentine Pèpe (1875-1938)
- Félix Planquette (1873-1964)
- Fernand Stiévenart (1862-1922)
- Juliette de Reul (1872-1925)
- Fernand Quignon (1854-1941)
- Alexandre Houzé (1837-1908)
- François Richard de Montholon (1856-1940)
- Marie-Eugénie Coulin-Moinot (1867-1950)
- Pierre Carrier-Belleuse (1851-1932)
- Francis Tattegrain (1852-1915)
- Henry Jacquet (1856-1924)
- Léon Jacquet (1887-1913)
- Marie Crampel (1870-1938)
- Paule Crampel (1864-1964)
- Léon Lhermitte (1844-1925)
- Charles Lhermitte (1881-1945)
- Raoul Brygoo (1886-1973)
- Paul-Émile Boutigny (1853-1929)
- Adrienne Ball-Demont (1888-1935)
- Henri Rovel (1849-1926)

### Sculpteurs
- Augustin Lesieux (1877-1964)
- Edouard Houssin (1847-1919)

## Pour approfondir